# Romy Schneider
Romy Schneider (ur. 23 września 1938 w Wiedniu, zm. 29 maja 1982 w Paryżu) – austriacka aktorka. Miała niemieckie i francuskie obywatelstwo.

## Życiorys
Romy Schneider urodziła się 23 września 1938 roku jako Rosemarie Magdalena Albach-Retty. Pochodziła z rodziny aktorskiej. Jej matką była niemiecka aktorka Magda Schneider, ojcem austriacki aktor Wolf Albach-Retty, babką ze strony ojca zaś Rosa Albach-Retty. W 1947 roku jej rodzice rozwiedli się. Dziewczynkę początkowo wychowała babka ze strony matki, a w 1949 roku została wysłana do szkoły klasztornej.
W 1953 roku wystąpiła, razem ze swoją matką, w filmie Kiedy znów zakwitną białe bzy (Wenn der weiße Flieder wieder blüht). Rok później wystąpiła w głównej roli w filmie Ernsta Marischki Mädchenjahre einer Königin (Dziewczęce lata królowej) o brytyjskiej królowej Wiktorii. W 1955 Romy Schneider zagrała rolę Elżbiety Bawarskiej w filmie Sissi. Film doczekał się dwóch sequeli: Sissi – młoda cesarzowa (1956) oraz Sissi – losy cesarzowej (1957). W 1958 zagrała w filmie Dziewczęta w mundurkach. W tym samym roku Romy Schneider wyjechała do Paryża. Na planie filmu Christine grała wraz z Alainem Delonem. Przez pięć lat pozostawali w związku.
W lutym 1962 roku aktorka po roli w Boccaccio ’70 Luchiniego Viscontiego wyjechała do USA. Za rolę w filmie Kardynał zdobyła nominację do Złotego Globu. W 1965 roku, po filmie Co słychać, koteczku? na podstawie scenariusza Woody’ego Allena, w którym grały również Ursula Andress i Françoise Hardy, opuściła Hollywood i wyjechała do Berlina. Tam spotkała niemieckiego reżysera i aktora Harry’ego Meyena. 15 lipca 1966 wzięli ślub. 3 grudnia 1966 urodziła syna Davida.
W 1968 roku wróciła do Paryża, aby wspólnie z Alainem Delonem zagrać w filmie Basen. Rok później wystąpiła, wraz z Michelem Piccolim, w filmie Okruchy życia w reżyserii Claude’a Sauteta.
W grudniu 1973 roku poznała Daniela Biasiniego, którego zatrudniła jako sekretarza. W czerwcu 1975 roku rozwiodła się z Meyenem, a 18 grudnia 1975 wyszła za Biasiniego. 21 lipca 1977 roku w Saint-Tropez urodziła Sarah Magdalenę Biasini.
W lutym 1979 Romy Schneider odebrała Cezara za film Taka zwykła historia. W kwietniu 1981 roku aktorka zaczęła pracę nad swoim ostatnim filmem – Nieznajoma z Sans-Souci (La passante du Sans-Souci) w reżyserii Jacques’a Rouffio z udziałem Michela Piccoliego. Zdjęcia zostały przerwane, ponieważ Romy Schneider dowiedziała się, że ma nowotwór nerki. Okres rekonwalescencji spędziła pod Paryżem, u rodziców nowego partnera Laurenta Pétina. Z Danielem Biasinim była w separacji.
5 lipca 1981 zmarł jej syn David (przechodząc przez ogrodzenie uszkodził sobie tętnicę udową).

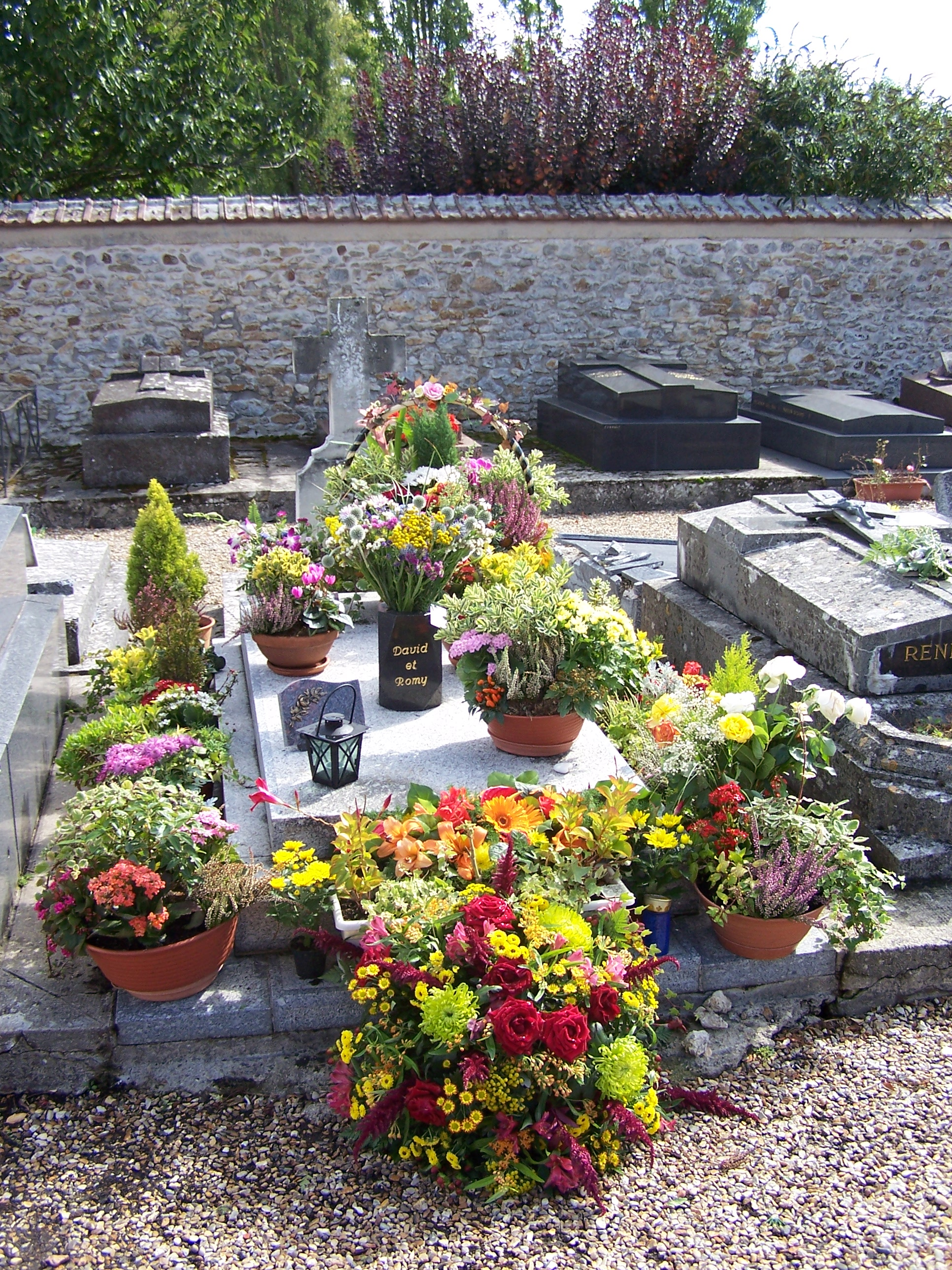
Grób Romy Schneider w Boissy-sans-Avoir

29 maja 1982 Romy Schneider została znaleziona martwa w swoim pokoju. Prawdopodobnie popełniła samobójstwo, przedawkowując środki nasenne, zmieszane z alkoholem. Inne źródła podają jako przyczynę śmierci zawał serca.

## Obecność w kulturze popularnej
Romy Schneider została wymieniona w piosence Czas ołowiu z repertuaru polskiej grupy Budka Suflera. Autorem tekstu jest Marek Dutkiewicz, a kompozytorem Romuald Lipko.

## Filmografia

### Aktorka
- 1953: Kiedy znów zakwitną białe bzy (film) (Wenn der weiße Flieder wieder blüht)
- 1954: Fajerwerk (Feuerwerk)
- 1954: Mädchenjahre einer Königin
- 1955: Die Deutschmeister
- 1955: Der Letzte Mann
- 1955: Sissi
- 1956: Kitty und die große Welt
- 1956: Sissi – młoda cesarzowa (Sissi – Die junge Kaiserin)
- 1957: Robinson soll nicht sterben
- 1957: Monpti
- 1957: Sissi – losy cesarzowej (Sissi – Schicksalsjahre einer Kaiserin)
- 1958: Die Halbzarte
- 1958: Scampolo(inne języki)
- 1958: Dziewczęta w mundurkach (Mädchen in Uniform)
- 1958: Christine
- 1959: Ein Engel auf Erden
- 1959: Die Schöne Lügnerin
- 1959: Katia
- 1960: W pełnym słońcu (Plein soleil)
- 1961: Zesłanie Lizystraty (Die Sendung der Lysistrata)
- 1962: Boccaccio ’70
- 1962: Forever My Love
- 1962: Pojedynek na wyspie (Le Combat dans l'île)
- 1962: Proces (Le Proces)
- 1963: Miłość nad morzem (L’Amour à la mer)
- 1963: Zwycięzcy (The Victors)
- 1963: Kardynał (The Cardinal)
- 1964: L’Enfer
- 1964: Zamieńmy się mężami (Good Neighbor Sam)
- 1965: Co słychać, koteczku? (What’s New, Pussycat?)
- 1966: Złodziejka (La Voleuse)
- 1966: O wpół do jedynastej wieczór, latem (10:30 P.M. Summer)
- 1967: Agent o dwóch twarzach (Triple cross)
- 1968: Basen (La piscine)
- 1968: Otley(inne języki)
- 1970: Okruchy życia (Les Choses de la vie)
- 1970: La Califfa
- 1970: Mój kochanek – mój syn (My Lover My Son)
- 1970: Dlaczego? (Qui?)
- 1971: Bloomfield
- 1972: Max i ferajna (Max et les ferrailleurs)
- 1972: Zabójstwo Trockiego (The Assassination of Trotsky)
- 1972: Cezar i Rozalia (Cesar et Rosalie)
- 1972: Ludwig
- 1973: Pociąg (Le Train)
- 1974: Kariera na zlecenie (Le Mouton enragé)
- 1974: Miłość w kroplach deszczu (Un amour de pluie)
- 1974: Piekielne trio (Le Trio infernal)
- 1975: Najważniejsze to kochać (L’Important c’est d’aimer)
- 1975: Niewinni o brudnych rękach (Les Innocents aux mains sales)
- 1975: Stara strzelba (Le Vieux fusil)
- 1976: Mado
- 1976: Kobieta w swoim oknie (Une femme à sa fenêtre)
- 1977: Tausend Lieder ohne Ton
- 1977: Portret grupowy z damą (Gruppenbild mit Dame)
- 1978: Taka zwykła historia (Une histoire simple)
- 1979: Krwawa linia (Bloodline)
- 1979: Blask kobiecości (Clair de femme)
- 1980: Śmierć na żywo (La Mort en direct)
- 1980: Bankierka (La Banquière)
- 1981: Widmo miłość (Fantasma d’amore)
- 1981: Przesłuchanie w noc sylwestrową (Garde à vue)
- 1982: Nieznajoma z Sans-Souci (La Passante du Sans-Souci)

### Zdjęcia archiwalne
- 2002: Romy Schneider: Austriaczka w Paryżu (Romy Schneider, étrange étrangère)
- 2003: Unsere Besten
- 2004: Les 40 ans de la 2
- 2004: René Deltgen – Der sanfte Rebell
- 2005: Graffiti 60

## Nagrody
- 1963: Złoty Glob; najlepsza aktorka w dramacie za film Kardynał (nominacja)
- 1976: César; najlepsza aktorka za film Najważniejsze: kochać (wygrana)
- 1977: César; najlepsza aktorka za film: Kobieta w swoim oknie (nominacja)
- 1977: Złota Nagroda Filmowa (Niemcy); najlepsza aktorka za film Portret grupowy z damą (wygrana)
- 1979: César; najlepsza aktorka za film Taka zwykła historia (wygrana)
- 1979: David; najlepsza aktorka i za podsumowanie kariery za film Taka zwykła historia (wygrana)
- 1983: César; najlepsza aktorka za film Nieznajoma z Sans-Souci (nominacja)